# Поза Євро
«Поза Євро» — українсько–польський молодіжний документальний кіноальманах молодого колективу режисерів.

## Опис
«Поза Євро» — це результат колективної роботи молодіжної творчої лабораторії. Його ідею, напевно, можна визначити як спробу уособлення натовпу. Здатність побачити, виокремити людське обличчя з юрби, що здається безликою, згуртованою на спортивній, політичній чи будь-якій іншій основі. І розповісти про це. У цьому, напевно, суть. Як альманаху, так і лабораторії. Наскільки вдалий цей експеримент — судитимуть глядачі. У будь-якому разі він відбувся. І перед нами серія уважних, вдумливих, стурбованих чи іронічних, але завжди небайдужих і самостійних поглядів молодих авторів на дійсність, що їх оточує. Побачити в натовпі окреме людське обличчя — також означає зберегти власне. У будь-якому натовпі… Який таким чином уособлюється і отримує шанс перетворитися на суспільство. Думка не нова, втім вона потребує нагадування. Цей проект є результатом співпраці Української майстерні документального кіно, Міжнародної академії Dragon Forum, документалістів України та Польщі.
Документальна стрічка складається із десяти новел від десяти режисерів, у яких показують залаштунки Євро-2012.
Фільм представляли на кіноринку Каннського фестивалю.

## Зміст Альманаху за короткометражками
- «Металобрухт» — там, де закінчується географія і здоровий глузд, є місце для нього. Це історія про людину, в якої є все. Це зовсім не те, що звикли уявляти собі продукти сучасної системи цінностей. Їснуючи на межі мороку алкоголізму і просвітлення, Фенік таки знайшов свою нішу. Хвилює лиш те, що скоро закінчиться металобрухт. (Автор і режисер: Дмитро Глухенький, 12 хвилин)

- «По колу» — Валерій — вуличний музикант, який приїхав до Києва під час Євро-2012. Він вирішив грати у міській електричці, яку запустили до чемпіонату. Це білосніжний поїзд, який прикрашений логотипами та символікою наймасштабнішого спортивного свята. Але люди, які їздять у електричці, заклопотані проблемами, від яких деякі просто божеволіють у нас на очах. Музикант стає для них можливістю відволіктись від буденності, відчути себе більше щасливими або ще більш роздратуватись. (Автор і режисер: Андрій Литвиненко, 12 хвилин)

- «Відкритий урок» — країна чекала і боялася Євро-2012. Готувалася як могла і як розуміла.

Але чи стане уроком для України те, що відбувалося в літні дні 2012 року? (Автор і режисер: Наталія Машталер, 14 хвилин)
- «Після дощу» — на час проведення Євро-2012 Хрещатик перетворено на головну фан-зону країни. Готуються до напливу відвідувачів і мешканці наметового містечка, що вже понад 300 днів займає певну частину Крещатику. Отже і в дощ і вітер, в мороз і в літню спеку стоять намети посеред самісінького центру міста, і сидять у них люди. Старі й молоді сидять за ідею, в якій намагаються переконати усіх перехожих. Та наш фільм не про політику, а про місто в місті, бо люди залишаються людьми у будь-якій ситуації. (Автор і режисер: Наталія Красильникова, 12 хвилин)

- Крок до свята — у центрі Києва, в самому старому театрі Києва, театрі оперети, працює останній, сорок третій сезон, костюмерша — Діна Степанівна. Вона багато бачила на своєму віку, ще більше бачив театр. А позаду театру спокійно стояв стадіон. Та ось настав час, і стадіон прокинувся. В країну прийшло велике свято — свято футболу. Що робити театру, Діні Степановні, аби вижити в буремному спортивному житті сьогодення… Залишається одне — почати грати в футбол! (Автор і режисер: Поліна Кельм, 14 хвилин)

- «З даху» — З даху, з вітру, з польоту голубів, попід важкими дротами й іржавими телеантеннами. Ця короткомтражка — 10 хвилинна замальовка — з даху київської висотки. Киянин Павло Зуб′юк дивиться на своє місто звідси. Тут він читає друзям вірші і п′є вечірню каву. «З даху» видно Олімпійський стадіон, фанатів «Євро», патрульні гелікоптери, міліцію і дворових котів. Звідси видно інакший Київ. Звідси і саме «Євро» чуєтьсяф і бачиться інакше. (Автор сценарію і режисер: Тетяна Харченко, 11 хвилин)

- «Очевидець» — Історія стадіону в період, коли він був ринком, розказана людиною, яка була безпосереднім учасником тих подій. Його зворушливий і допитливий погляд на минулий, пережитий ним час — на 90-ті роки. (Автор і режисер: Іван Зотіков, 11 хвилин)

- «Зося та Запара» — Героїня фільму Ірина — в минулому професійна футболістка, відома як Зося, тепер миє машини. На фінал Євро-2012 вона збирається вирватися з Запоріжжя. Там Зося хоче зустрітися з давньою футбольною подругою Запарою, аби разом повболівати та згадати молодість. Очікуючи Запару, вона опиняється у вирі фанатів зі всього світу… (Автори: Аліса Коваленко, Любов Дуракова, 15 хвилин)

- «Фанзона» — Це історія про те, як в звичне, трохи сонне життя мешканця Харківського зоопарку — тхора Фреда увірвався чемпіонат Євро 2012. Щодня Фреда привозили у фанзону і ставили перед ним дві миски зі смачною їжею. Але, як тільки він намагався щось скуштувати… його тут же підіймали у повітря, а усі навкруги голосно кричали… ФРЕД!

Фільм про суперзірку Харківської фанзони — Фреда-тхора — віщуна результатів футбольних матчів. (Автор і режисер: Дмитро Коновалов, 11 хвилин)
- «Прадід» — Фільм-роздум автора про свого прадіда та його долю, яка перегукується з історією НСК «Олімпійський» періоду 40-х років ХХ століття. (Режисер: Іван Зотіков, 8 хвилин)

- «Аліна і Надія» (28 хвилин)

- «Піна» (20 хвилин)